# برابانت والون
بَرْبَنت وَلُون هي مقاطعة في إقليم وَلُونِية في بلجيكا.